# Miagrammopes corticeus
Miagrammopes corticeus är en spindelart som beskrevs av Simon 1893. Miagrammopes corticeus ingår i släktet Miagrammopes och familjen krusnätsspindlar.
Artens utbredningsområde är Venezuela. Inga underarter finns listade i Catalogue of Life.